# Rising Sun, Indiana
Rising Sun är administrativ huvudort i Ohio County i Indiana. Vid 2010 års folkräkning hade Rising Sun 2 304 invånare.